# 冯明光
冯明光（1957年—），四川江油人，汉族，中华人民共和国政治人物，中国国民党革命委员会中央常委、浙江省委主委，第十一届全国政协委员。

## 生平
2008年，当选第十一届全国政协常务委员，代表中国国民党革命委员会，分入第三组。